# Cora busz (Budapest)
A budapesti Cora busz a Kosztolányi Dezső tér és a Törökbálint, Cora áruház között közlekedett. A járatot a Budapesti Közlekedési Zrt. üzemeltette Ikarus 260-as autóbuszokkal.

## Története
A Cora busz 2002. április 1-jén indult és még ebben az évben (alacsony kihasználtság miatt) meg is szűnt, október 15-én. A busz gyorsjáratként közlekedett a Kosztolányi Dezső tér és a törökbálinti Cora áruház között (ma Auchan).

## Útvonala
| Törökbálint, Cora áruház felé                                                                                            | Kosztolányi Dezső tér felé                                                                            |
| --- | --- |
| Kosztolányi Dezső tér vá. – Bocskai út – Nagyszőlős utca – Budaörsi út – – – SCB leágazás – Törökbálint, Cora áruház vá. | Törökbálint, Cora áruház vá. – – Budaörsi út – Nagyszőlős út – Bocskai út – Kosztolányi Dezső tér vá. |

## Megállóhelyei
| 0  | Kosztolányi Dezső tér végállomás    | 30 | 7, 7A, 7, 12, 14, 40, 40E, 41, 41, 53, 72, 86, 87, 87A, 114, 153, 172, 173 19, 49 |
| 1  | Kosztolányi Dezső tér (Bocskai út)  | ∫  | 7, 7A, 7, 12, 14, 40, 40E, 41, 41, 53, 72, 86, 87, 87A, 114, 153, 172, 173 19, 49 |
| 30 | Törökbálint, Cora áruház végállomás | 0  | 140                                                                               |